# Wzniesienia Łużyckie
Wzniesienia Łużyckie (317.4) – makroregion fizycznogeograficzny we wschodnich Niemczech i zachodniej Polsce, wschodnia część Nizin Sasko-Łużyckich.
Na terenie Polski leży tylko jeden mezoregion: Wał Mużakowski (Muskauer Hügel, część).